# Castello di Barisciano
Das Castello di Barisciano ist die Ruine einer Höhenburg in 1094 Metern Höhe auf dem Berg Costa Castello in der  italienischen Gemeinde Barisciano in der Provinz L’Aquila.

## Geschichte
Die Burg diente dem Schutz der Siedlung Barisciano und wurde um das 8. Jahrhundert in strategisch günstiger Lage über der Hochebene von Navelli am Zugang zum Gran Sasso errichtet. Im 13. Jahrhundert entstand eine eingefriedete Burg, auf der die Bevölkerung bei Gefahr Zuflucht finden konnte.
Sie spielte eine Rolle bei der Gründung der Stadt L’Aquila und am 23. April 1424 wurde sie von Braccio da Montone bei der Belagerung der Stadt angegriffen und zerstört. Bis 1529 gehörte sie aber zur Stadt und wurde danach ein Lehen aristokratischer Familien. Um das 16. Jahrhundert herum verlor sie ihre Rolle als Verteidigungsbauwerk und wurde aufgelassen.
Zum Gedenken an die Epidemie von 1526 wurde in der Nähe eines ihrer Türme die Kirche San Rocco errichtet, in deren Innerem sich eine hölzerne Statue des Heiligen und einige Fresken aus dem 16. Jahrhundert finden.

## Beschreibung
Die eingefriedete Burg hat einen rechteckigen Grundriss mit einem Umfang von etwa 1 km. Der fünfeckige Hauptturm wurde an die obere Ecke gesetzt und entlang der Umfassungsmauer finden sich weitere Flankierungstürme; insgesamt sind es acht Türme.
Im Inneren der Einfriedung befinden sich noch Reste weiterer Gebäude, in denen man – wie bei fast allen eingefriedeten Burgen – nicht dauernd wohnte.

## Kirche San Rocco
Die Kirche wurde in der Nähe eines Burgturmes Ende des 16. Jahrhunderts als Votiv für das Wunder des Heiligen während der Pestepidemie 1526 errichtet. Die Kapelle hat ein geneigtes Satteldach und einen kleinen Glockenturm. Die Fassade wurde schlecht restauriert und zeigt nur wenig künstlerische Elemente. Im Inneren, das aus einem einzigen Raum mit Tonnengewölbe besteht, sind Fresken aus dem 16. Jahrhundert erhalten, die das Leben des Heiligen zeigen.

## Galerie

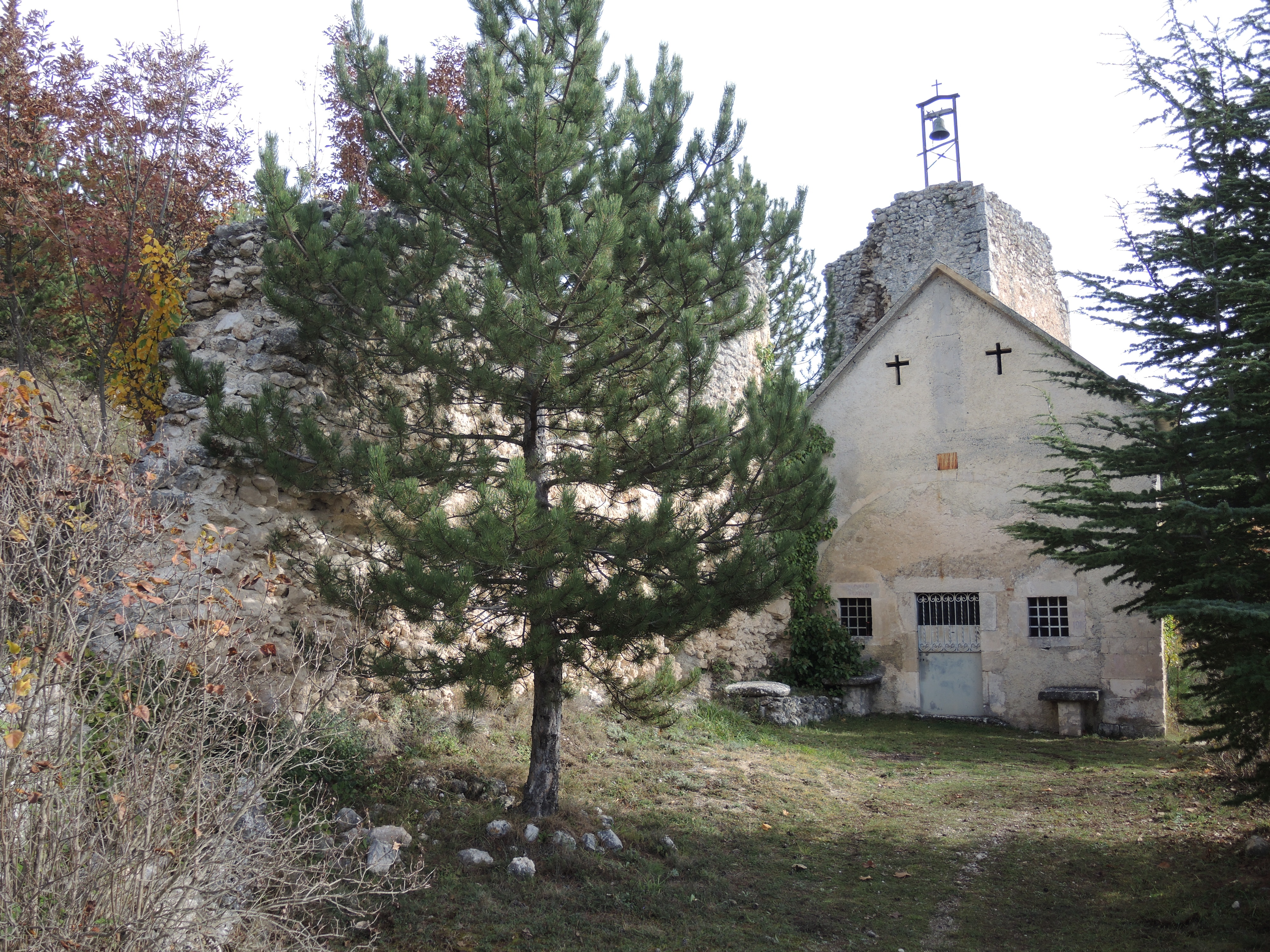
Kirche San Rocco al Castello
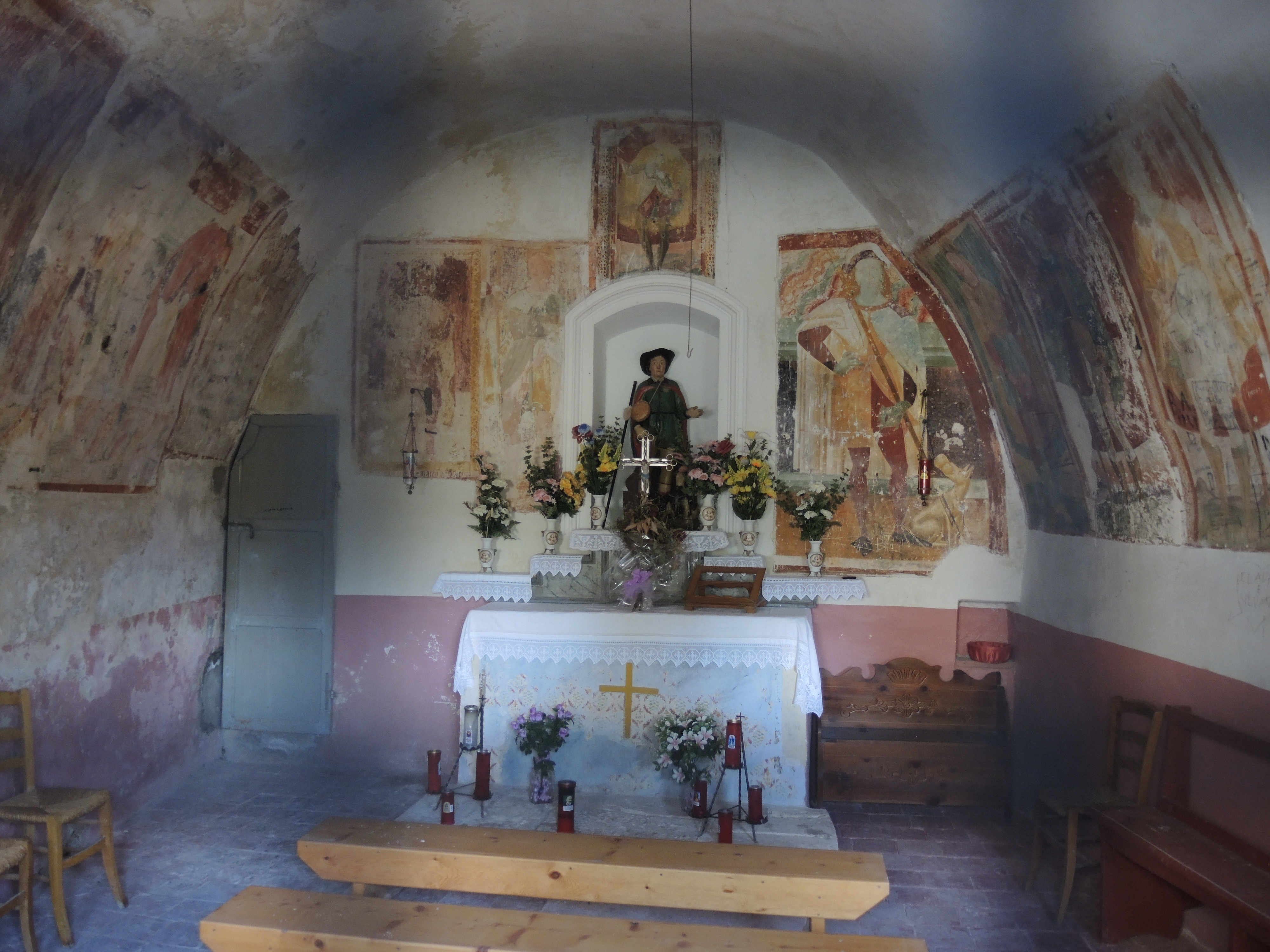
Innenraum der  Kapelle San Rocco